# Office du Reich aux Affaires étrangères
L'office du Reich aux Affaires étrangères (en allemand : Auswärtiges Amt) est l'administration chargée de mettre en œuvre la politique étrangère de l'Empire allemand. Il est dirigé par un secrétaire d'État aux Affaires étrangères placé sous la tutelle du chancelier du Reich. Il s'agit donc d’une administration impériale et non d'un « ministère ».
L'office est créé dans le cadre de l'unification allemande en 1871 en remplacement de l'office des Affaires étrangères de la confédération de l'Allemagne du Nord. Le chancelier Otto von Bismarck est en effet déterminé à garder la haute main sur la politique extérieure. Après la Première Guerre mondiale, l'office garde son nom (« Auswärtiges Amt ») jusqu’à nos jours et devient de facto un ministère du gouvernement du Reich à l'époque de la république de Weimar.

## Histoire

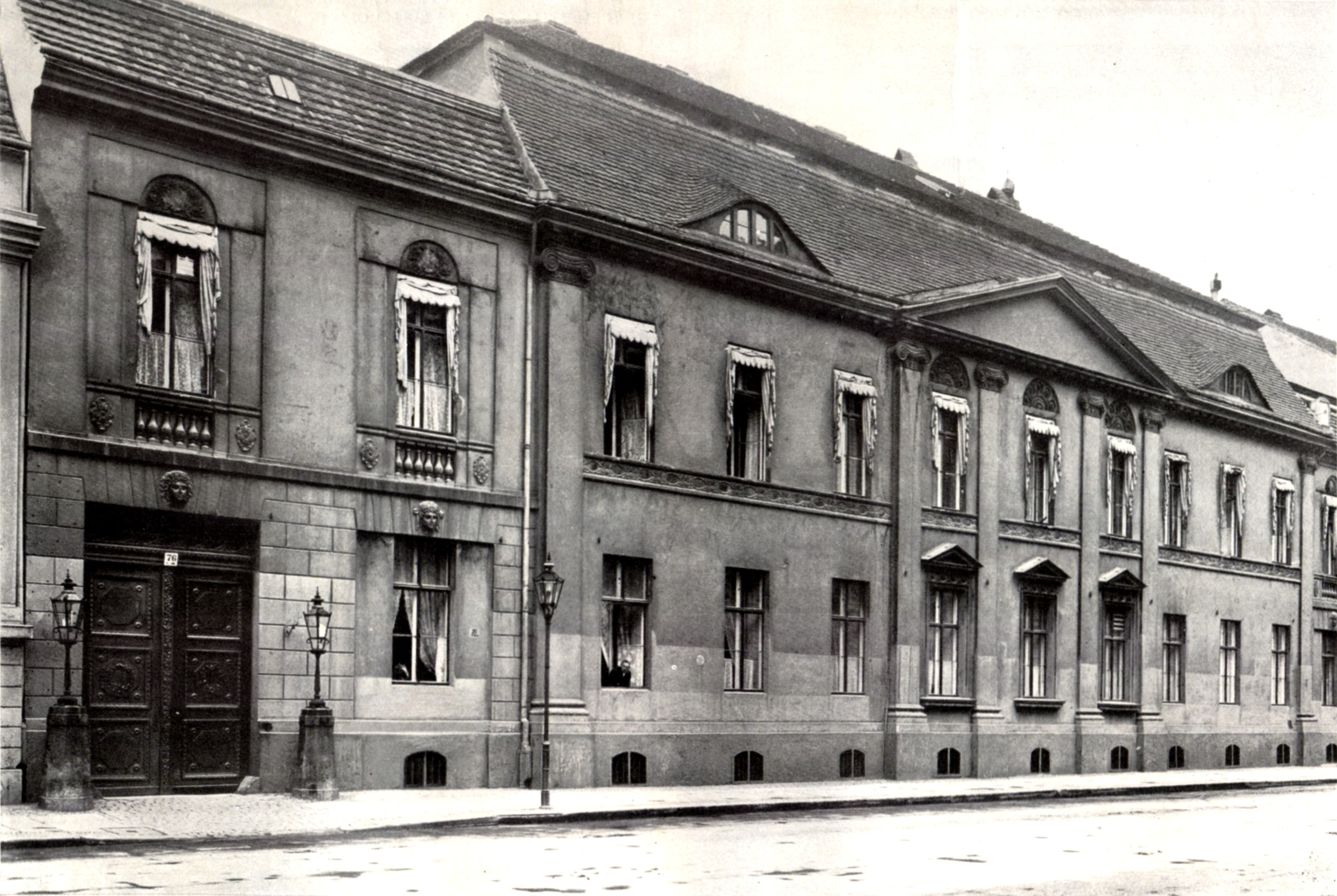
Le siège de l'office, vers 1880.

Installé principalement dans un palais au no  76 de la Wilhelmstraße à Berlin, avenue qui accueille également d’autres offices de l'Empire allemand, il est surnommé par métonymie « la Wilhelmstraße ». À l’époque bismarckienne, il est organisé en deux sections :
- la « section I » s’occupe des questions politiques et des relations avec les gouvernements étrangers ; à sa tête est placé le secrétaire d’État, assisté d’un sous-secrétaire d’État ;
- la « section II » s’occupe des affaires commerciales, juridiques, consulaires, artistiques et scientifiques, de la situation des sujets allemands à l’étranger et des migrations ; à sa tête est placé le directeur de l’office.

Bien que l’Office soit responsable de la politique étrangère de l’Empire, les États fédérés gardent alors suffisamment de marge de manœuvre pour gérer leurs propres relations diplomatiques.
L’habileté diplomatique de Bismarck donne vite à « la Wilhelmstraße » une bonne réputation dans les relations diplomatiques. Après son retrait, l’empereur Guillaume II joue un rôle accru dans la conduite de la politique étrangère ; l’office occupe cependant une fonction assez importante pour rester au cœur du dispositif diplomatique et éventuellement faire sentir son opposition aux revirements de l’empereur.
En 1885, les affaires juridiques sont transférées à une « section III » ou « section juridique » (Rechtsabteilung). En 1890, une section coloniale (Kolonialabteilung) est créée, qui devient en 1907 l’office impérial aux Colonies (Reichskolonialamt). En 1915, une « section IV », chargée de la transmission des dépêches, est créée.

## Secrétaires d'État
| Nom                                 | Début              | Fin                |
| ----------------------------------- | ------------------ | ------------------ |
| Hermann von Thile                   | 21 mars 1871       | 30 septembre 1872  |
| Hermann Ludwig von Balan            | 3 octobre 1872     | 9 octobre 1873     |
| Bernhard Ernst von Bülow            | 9 octobre 1873     | 20 octobre 1879    |
| Josef Maria von Radowitz            | 6 novembre 1879    | 17 avril 1880      |
| Clovis de Hohenlohe-Schillingsfürst | 20 avril 1880      | 1er septembre 1880 |
| Friedrich zu Limburg Stirum         | 1er septembre 1880 | 25 juin 1881       |
| Clemens Busch                       | 25 juin 1881       | 16 juillet 1881    |
| Paul von Hatzfeldt                  | 16 juillet 1881    | 24 octobre 1885    |
| Herbert von Bismarck                | 24 octobre 1885    | 26 mars 1890       |
| Adolf Marschall von Bieberstein     | 31 mars 1890       | 19 octobre 1897    |
| Bernhard von Bülow                  | 20 octobre 1897    | 23 octobre 1900    |
| Oswald von Richthofen               | 23 octobre 1900    | 17 janvier 1906    |
| Heinrich von Tschirschky            | 24 janvier 1906    | 25 octobre 1907    |
| Wilhelm von Schoen                  | 26 octobre 1907    | 27 juin 1910       |
| Alfred von Kiderlen-Wächter         | 27 juin 1910       | 30 décembre 1912   |
| Gottlieb von Jagow                  | 11 janvier 1913    | 22 novembre 1916   |
| Arthur Zimmermann                   | 22 novembre 1916   | 6 août 1917        |
| Richard von Kühlmann                | 6 août 1917        | 9 juillet 1918     |
| Paul von Hintze                     | 9 juillet 1918     | 3 octobre 1918     |
| Wilhelm Solf                        | 3 octobre 1918     | 13 décembre 1918   |
| Ulrich von Brockdorff-Rantzau       | 20 décembre 1918   | 13 février 1919    |

## Sources
- (de) Cet article est partiellement ou en totalité issu de l’article de Wikipédia en allemand intitulé « Liste der deutschen Außenminister » (voir la liste des auteurs).